# Маковський Костянтин Єгорович
Маковський Костянтин Єгорович (20 червня (2 липня) 1839, Москва — 17 (30) вересня 1915, Петроград) — російський живописець, дійсний член Петербурзької академії мистецтв (з 1898). Один із засновників Товариства передвижників. Брат Володимира та Миколи Маковських.

## Біографія
Народився в сім'ї московського діяча мистецтв Єгора Маковського, що походив зі зросійщеної польської родини. В 1851—1858 роках навчався в Московському училищі живопису, скульптури та зодчества в С. Зарянка та Петербурзькій академії мистецтв (1858—1863).
На запрошення В. В. Тарновського (молодшого) не раз гостював і працював у знаменитій Качанівці.

## Твори
Автор картин «Балагани на Адміралтейській площі» (1869), «Діти тікають від грози» (1872), «Олексійович» (1882) та ін. Під впливом салонного мистецтва створював ефектні портрети та жанрово-історичні сцени.
Маковський приїздив до України, зокрема до Києва, де малював картини на теми з українського життя («Урок прядіння», 1874, та інші) і портрети.
Твори Маковського зберігаються в Київській національній картинній галереї і Третьяковській галереї в Москві.

## Галерея

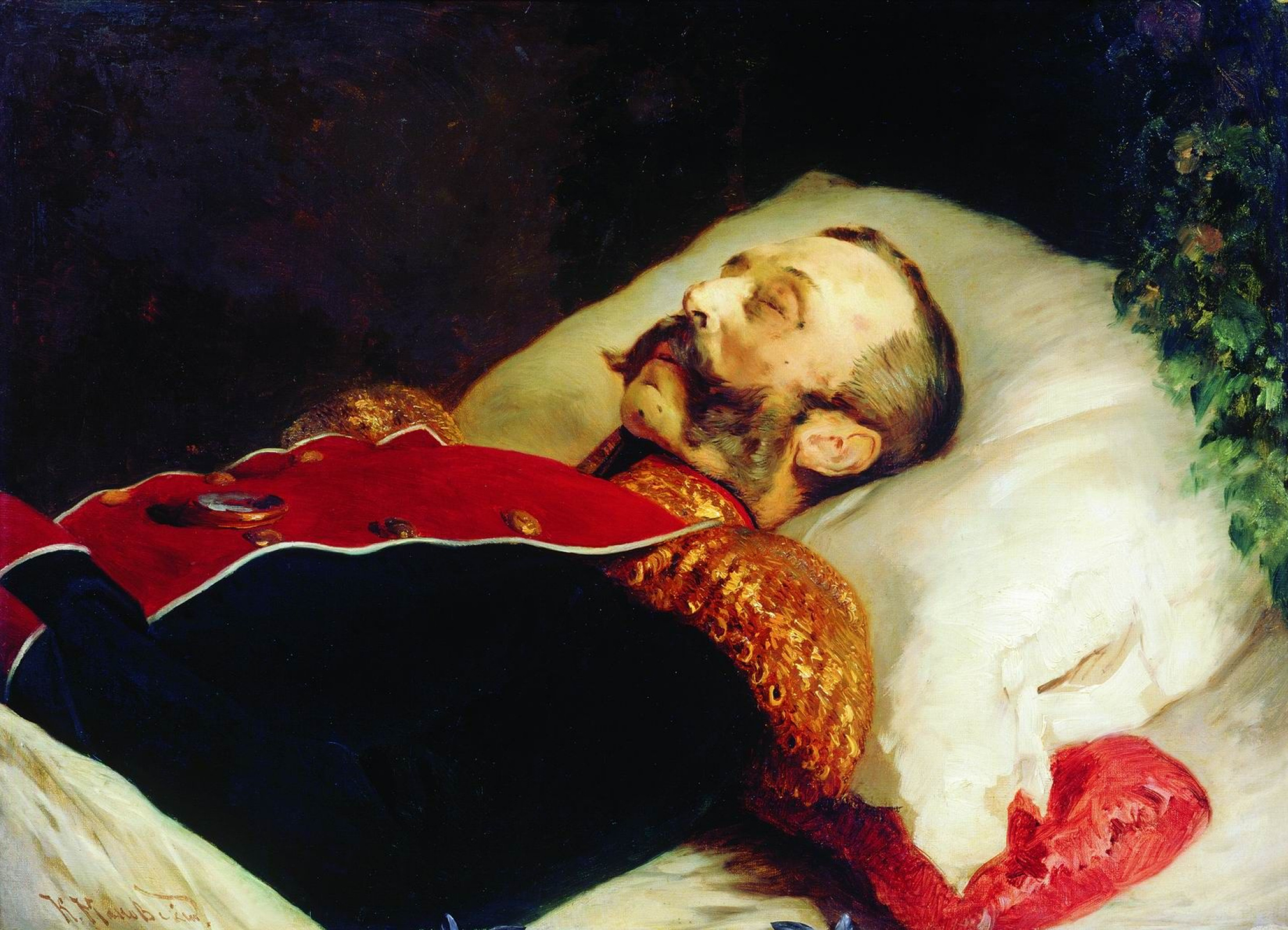
«Портрет Олександра II на смертному одрі», 1881, Третьяковська галерея)
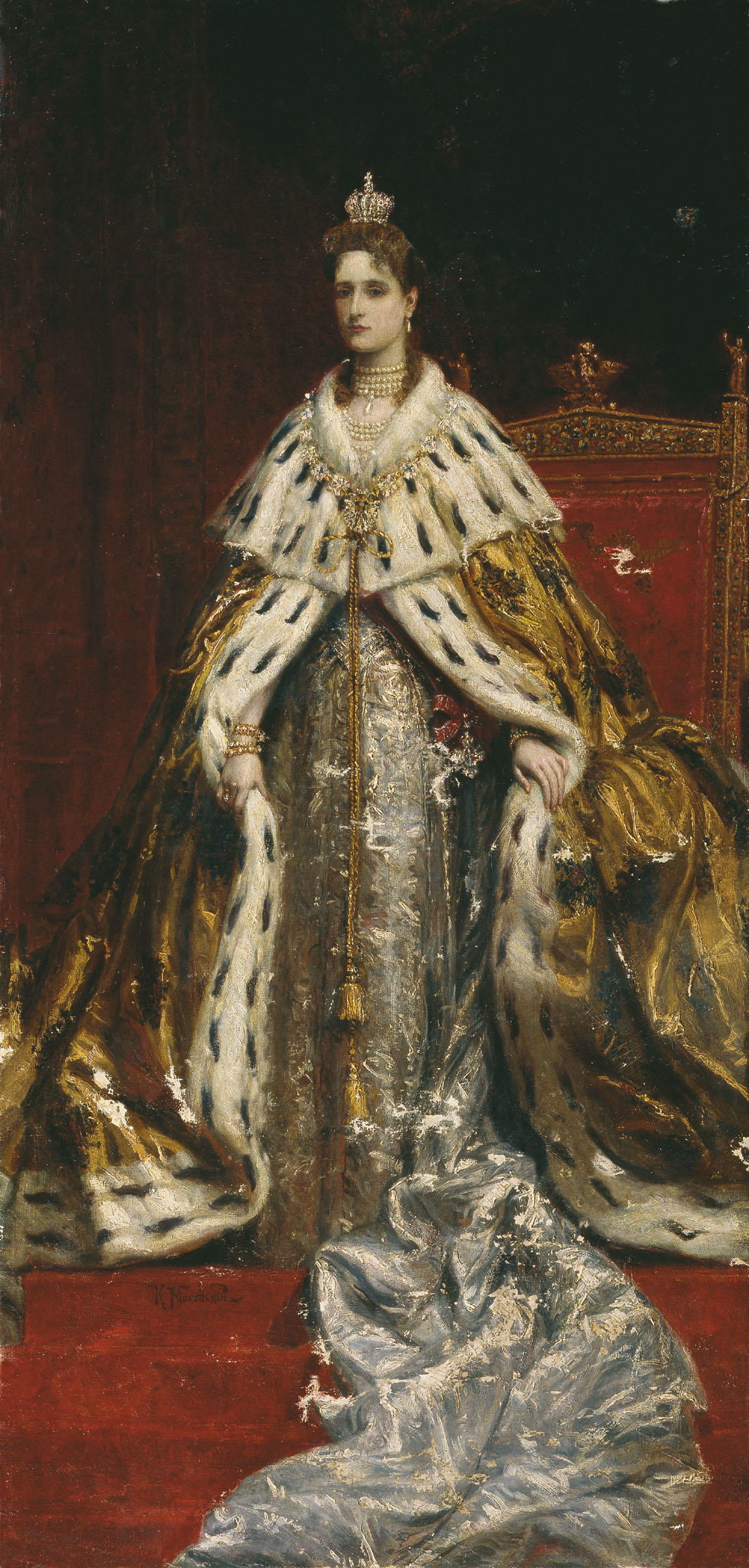
Олександра Федорівна
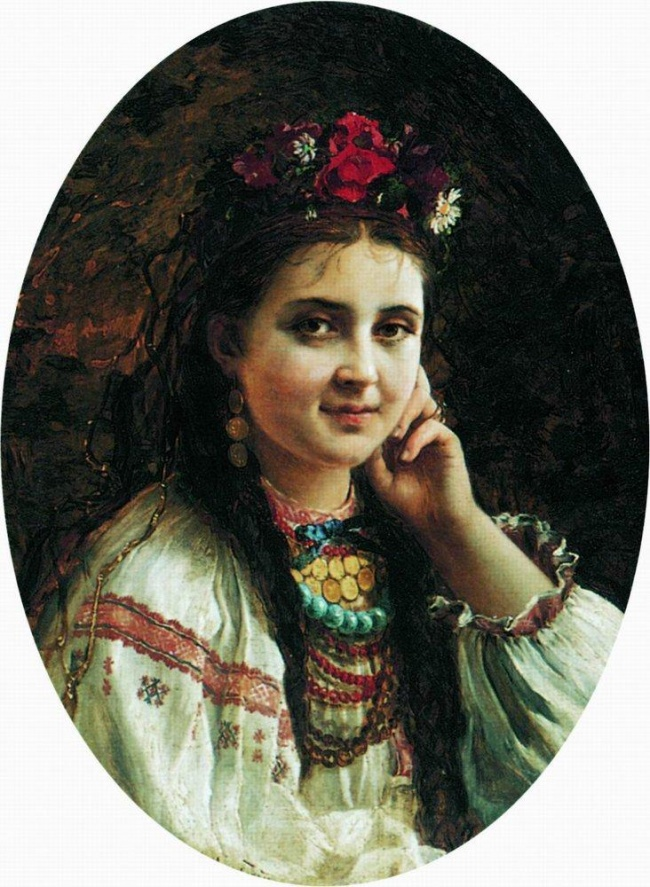
«Українка», 1884
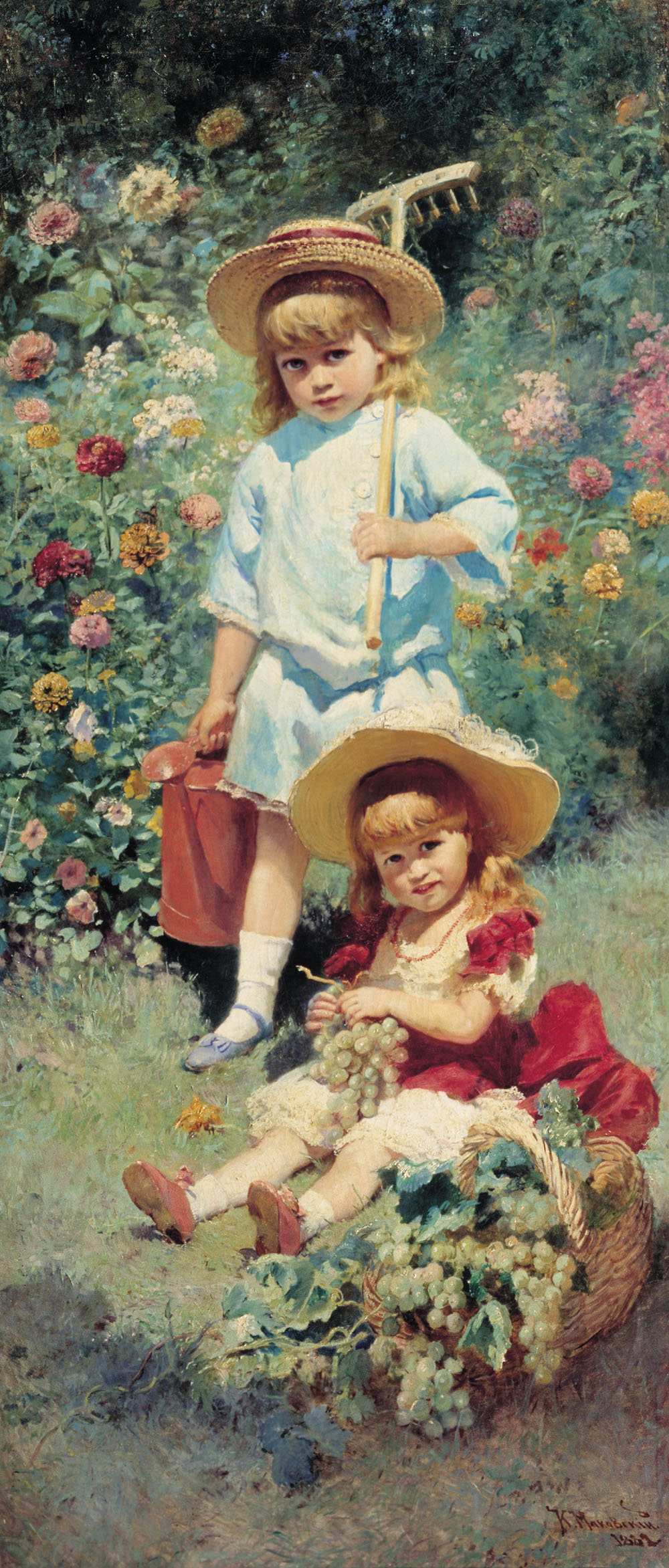
Портрет дітей художника. 1882
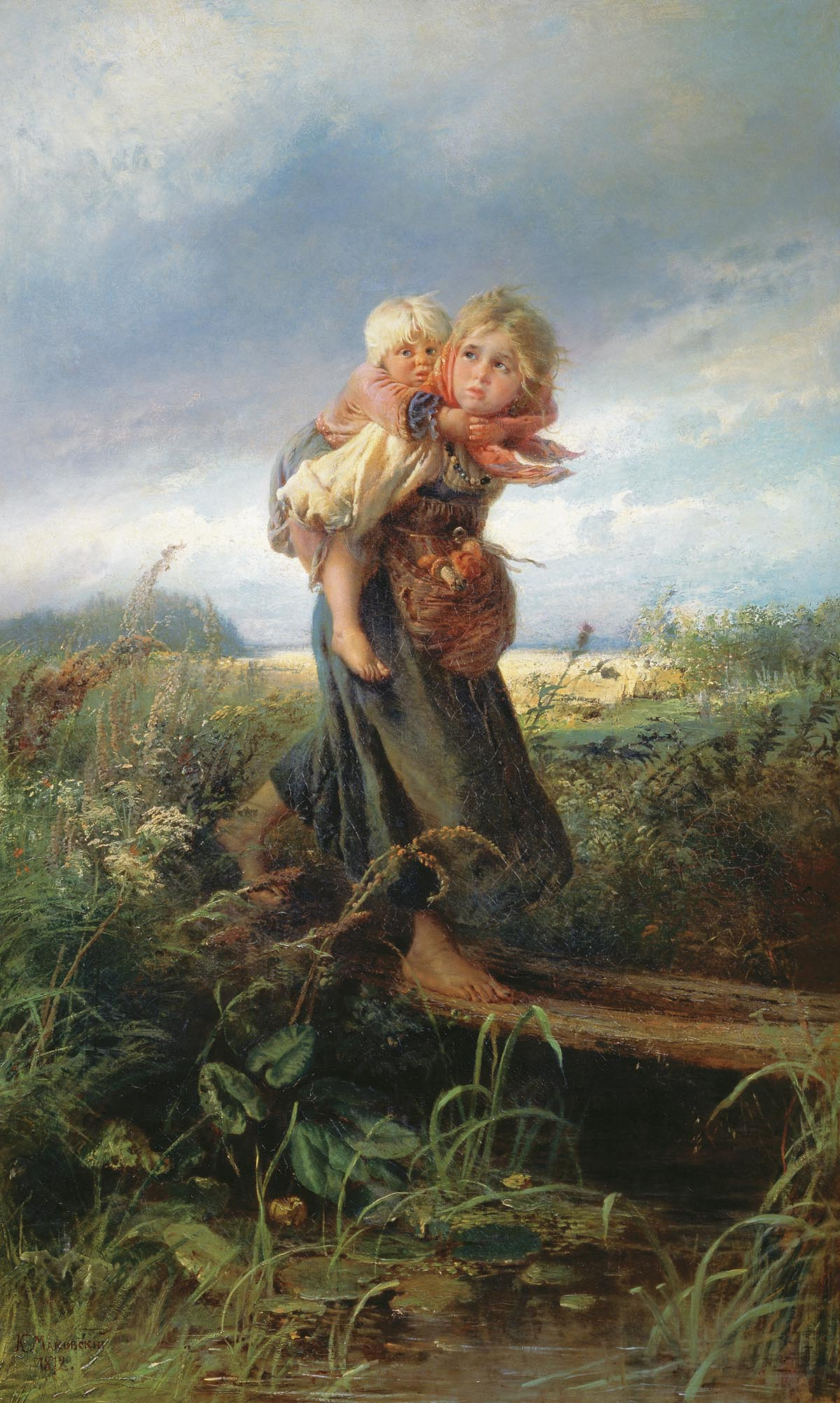
«Діти тікають від грози», 1872
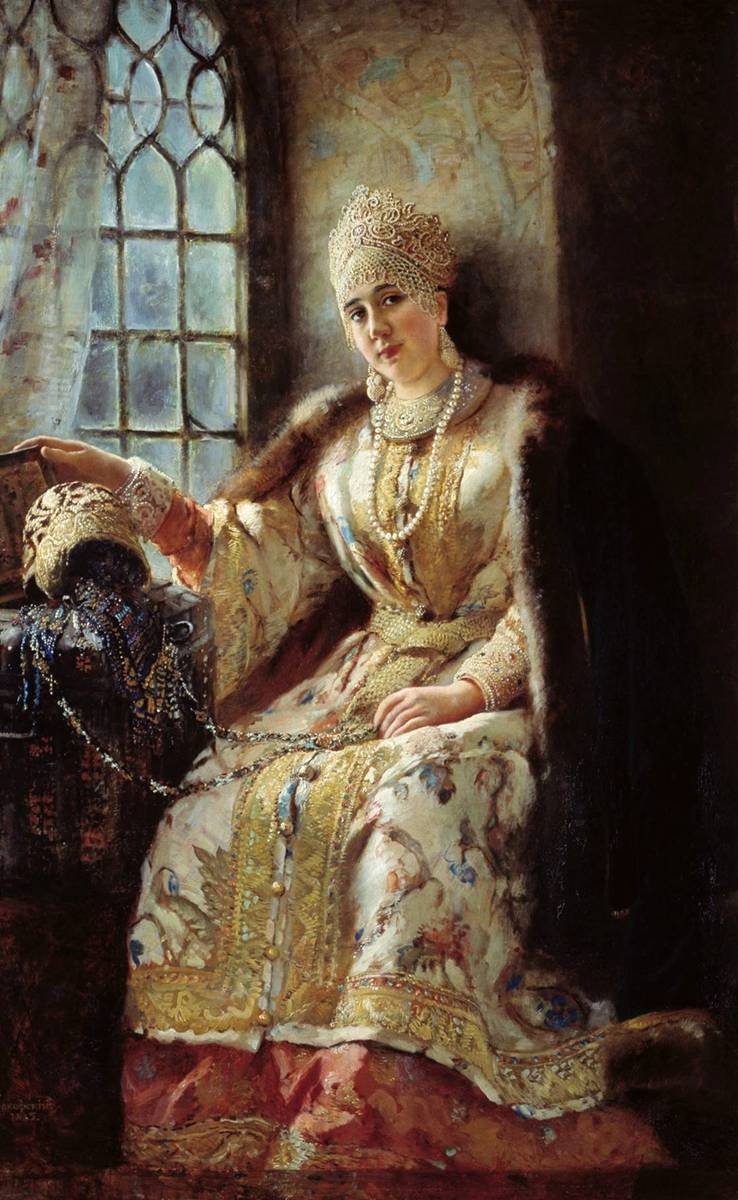
«Бояриня біля вікна», 1885
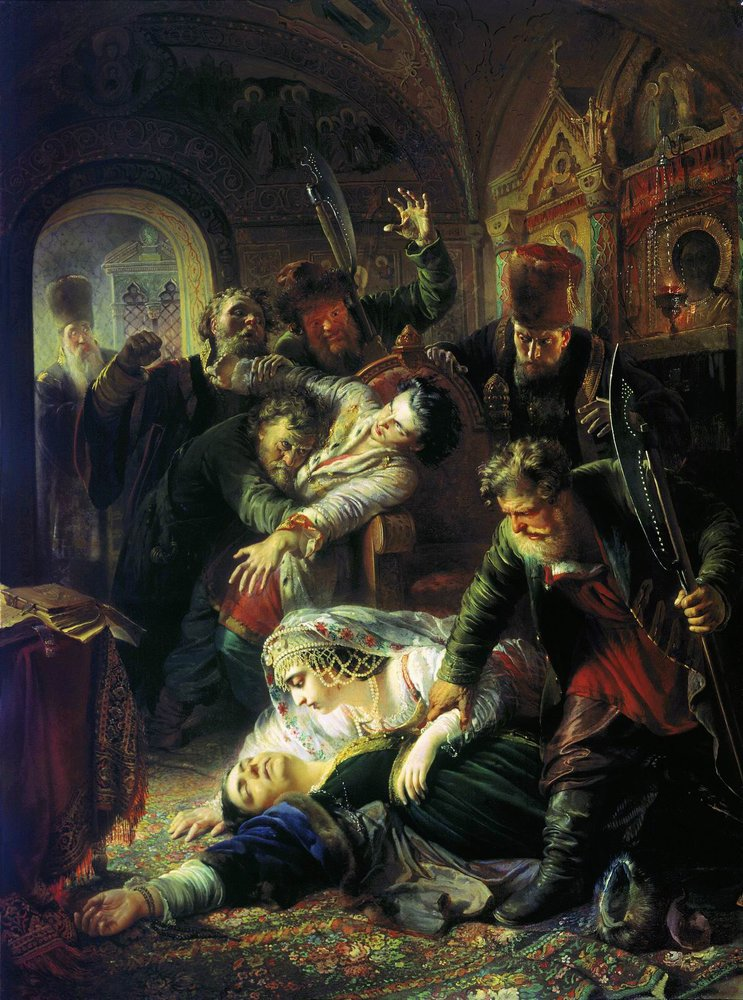
Агенти Дмитра Самозванця вбивають Федора Годунова. 1862.
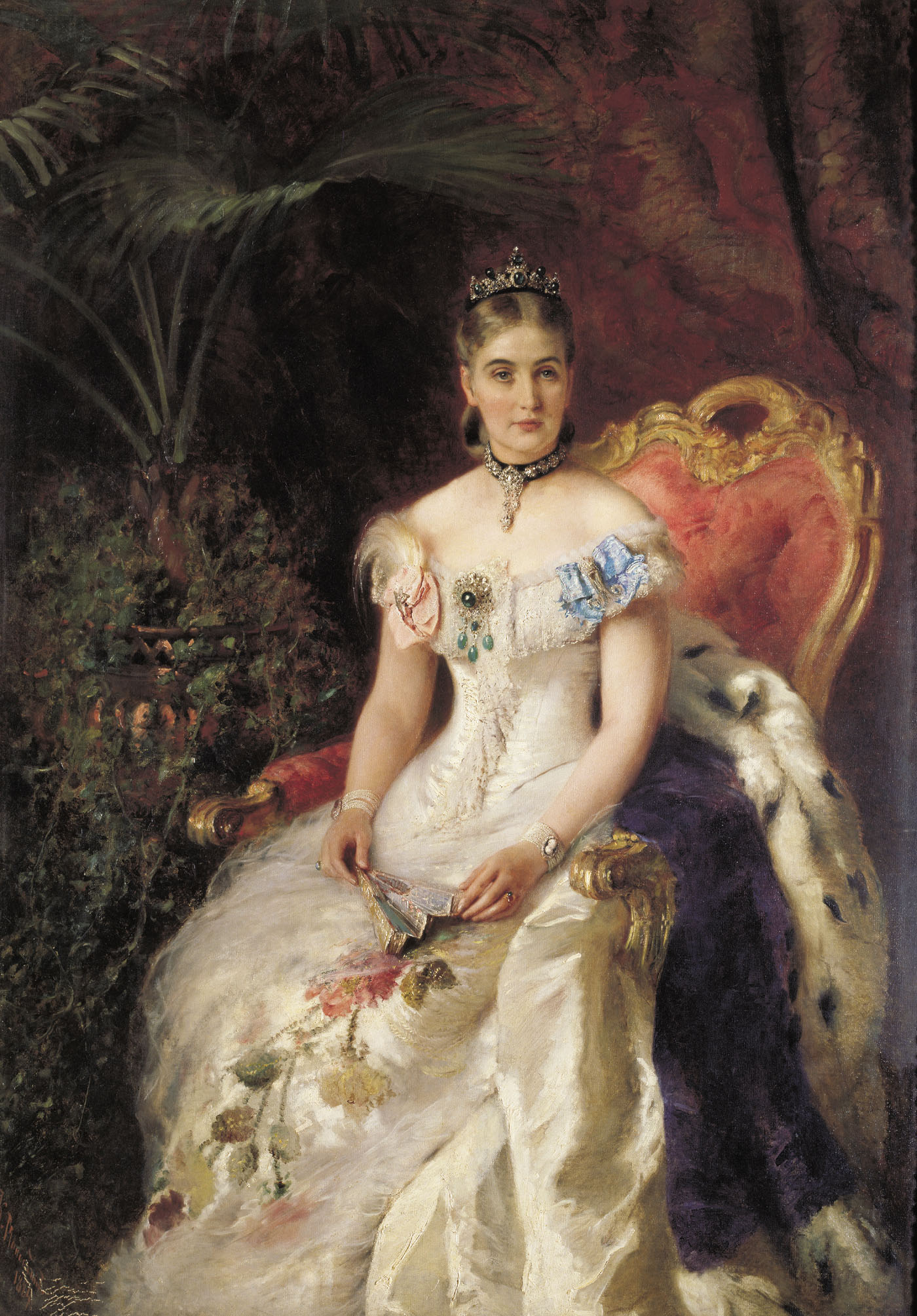
"Портрет В. А. Волконської".
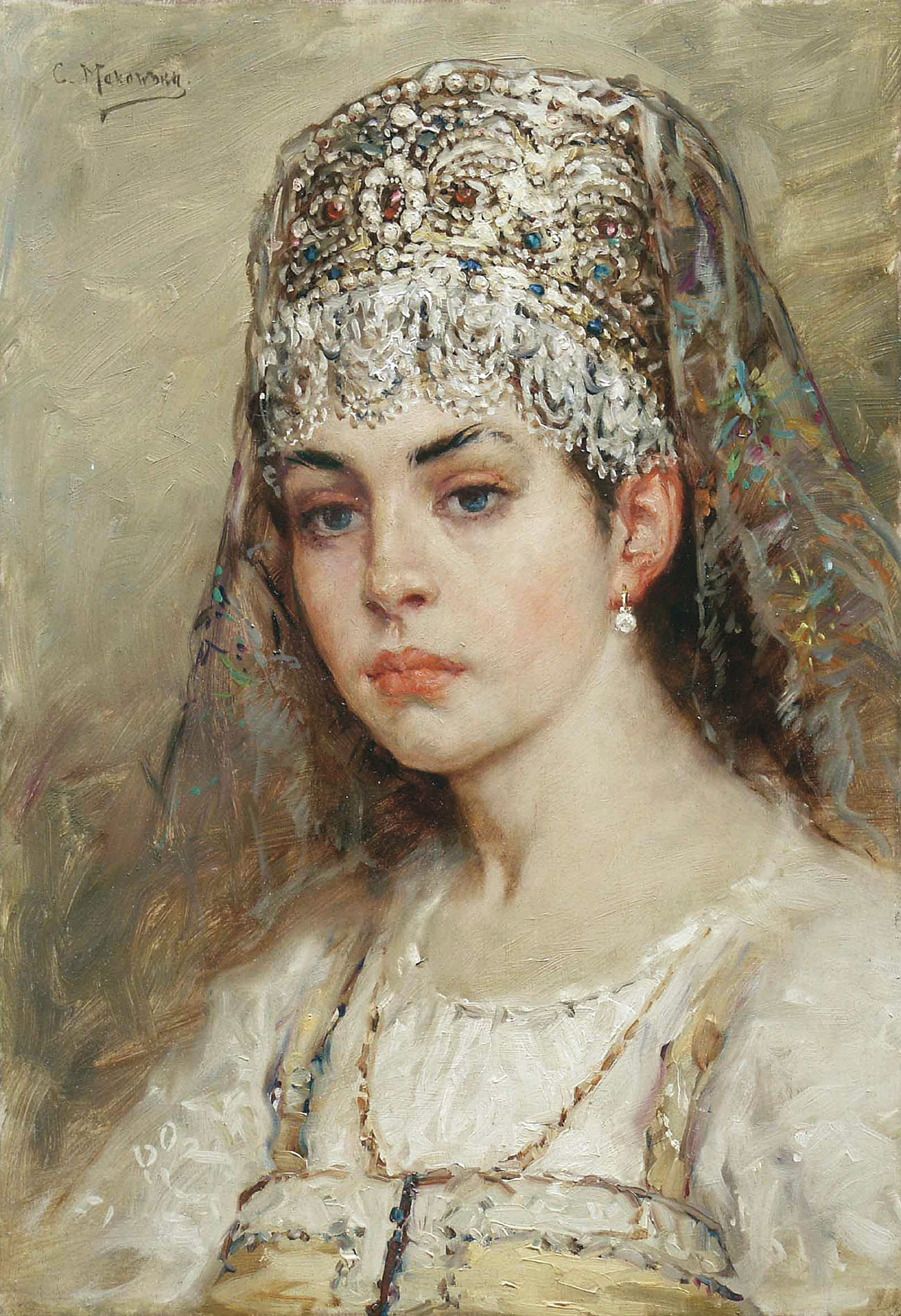
"Боярышня".
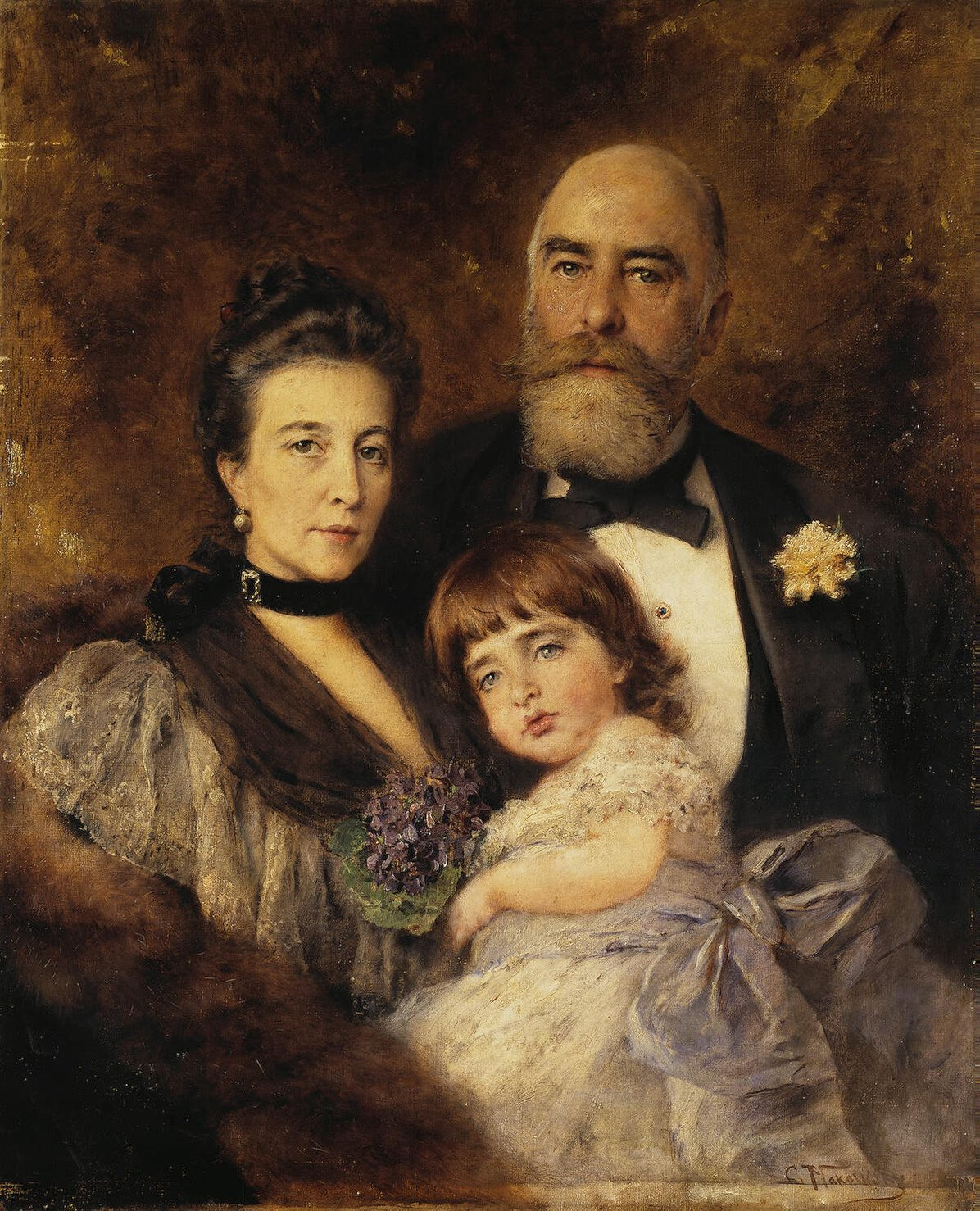
"Сімейний портрет Волкових".
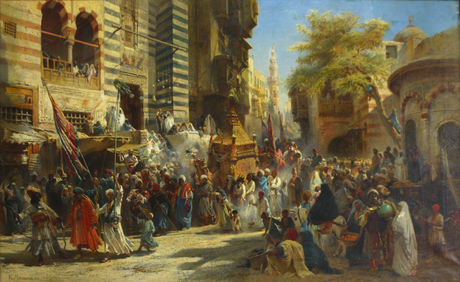
Переміщення килима Мухаммеда з Мекки до Каїра. 1875. Національна галерея Вірменії
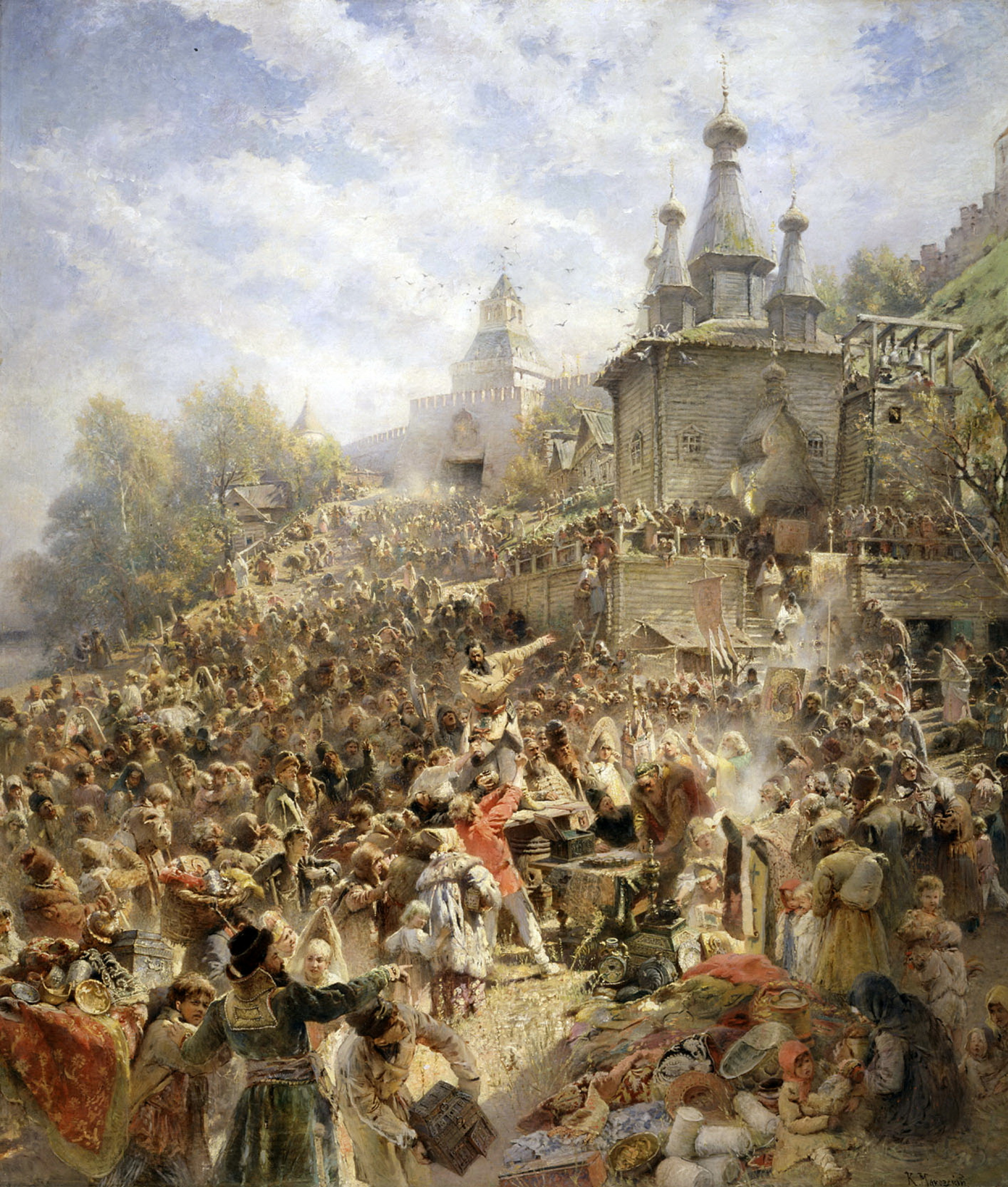
Мінін на площі Нижнього Новгорода, що закликає народ до пожертвувань(інші мови). 1896. Нижньогородський державний художній музей
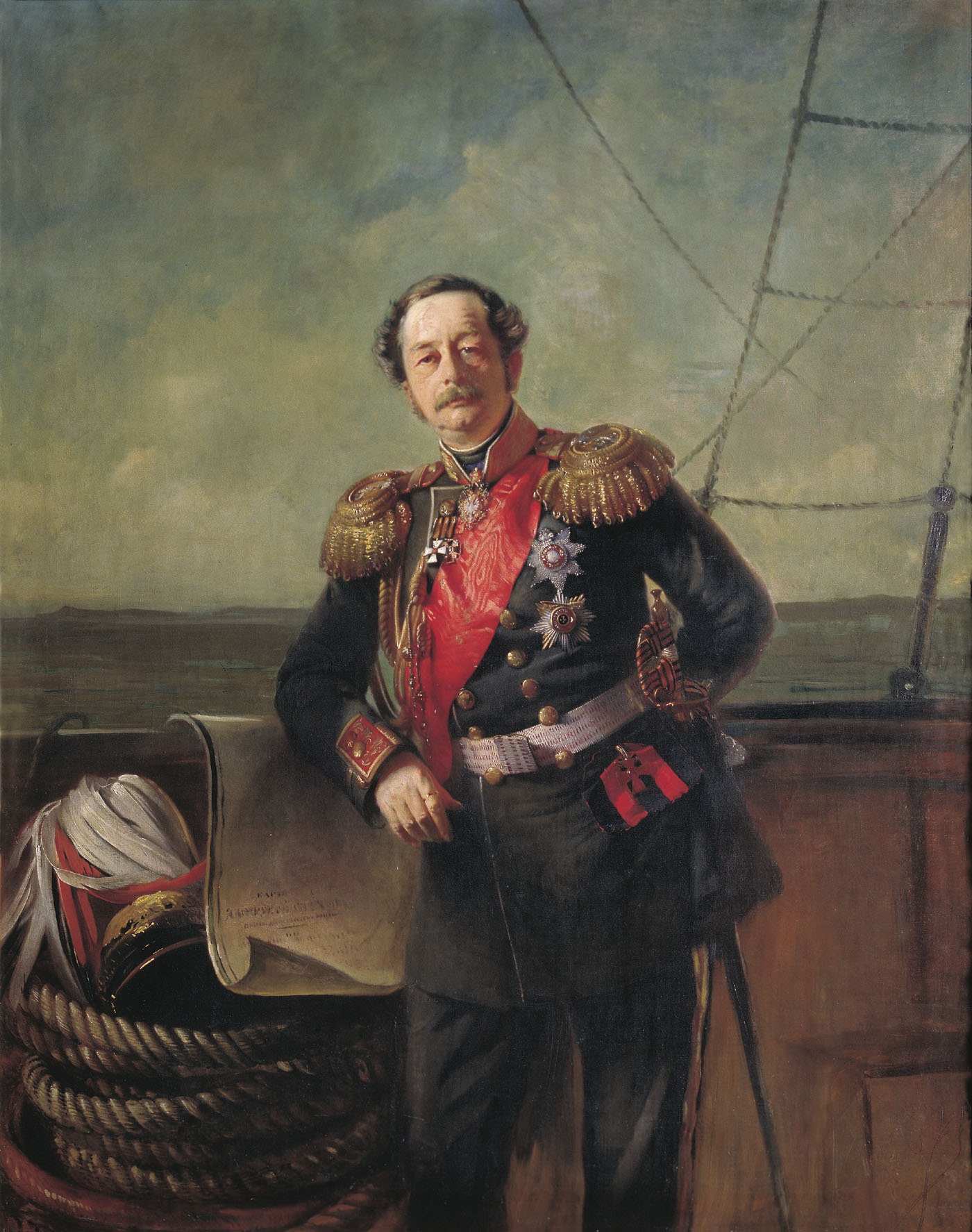
Портрет графа Микола Миколайовича Муравйова-Амурського, генерал-губернатора Східного Сибіру. 1863. Іркутський обласний художній музей
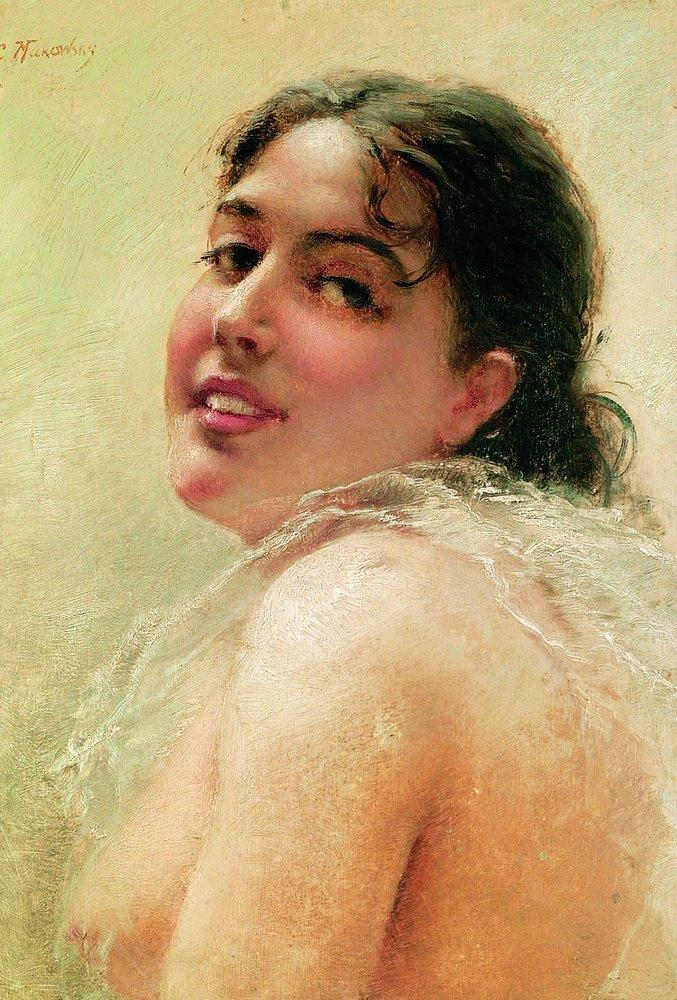
Головка (портрет Ю. П. Маковської). 1890-ті роки.
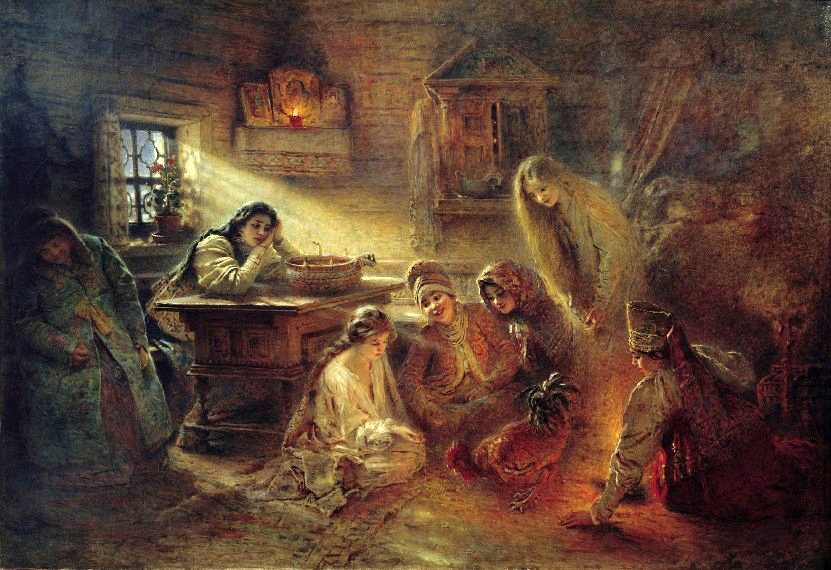
"Ворожіння". Державний музей історії релігії
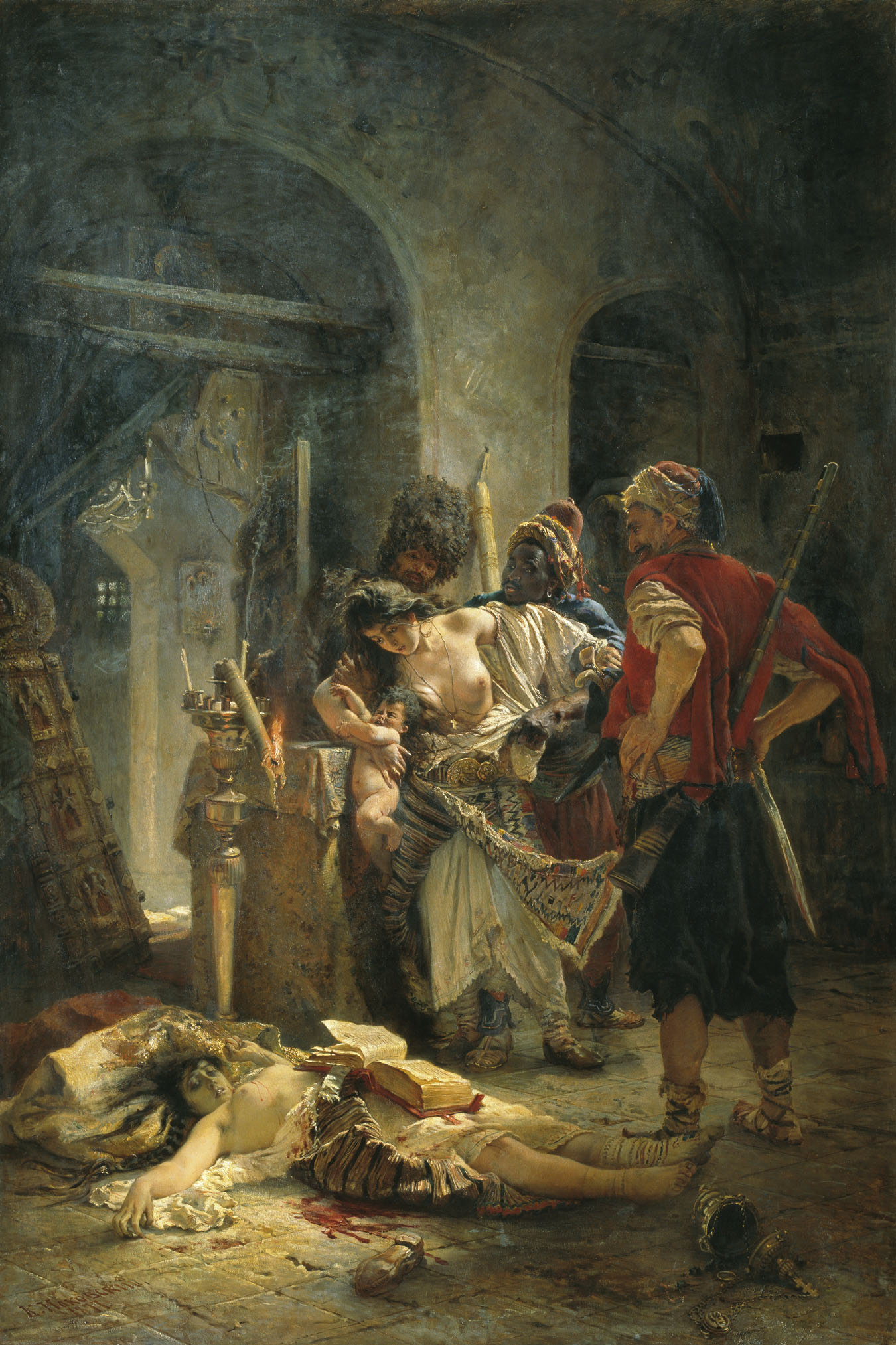
"Болгарські мучениці". 1877. Національний художній музей Білорусі
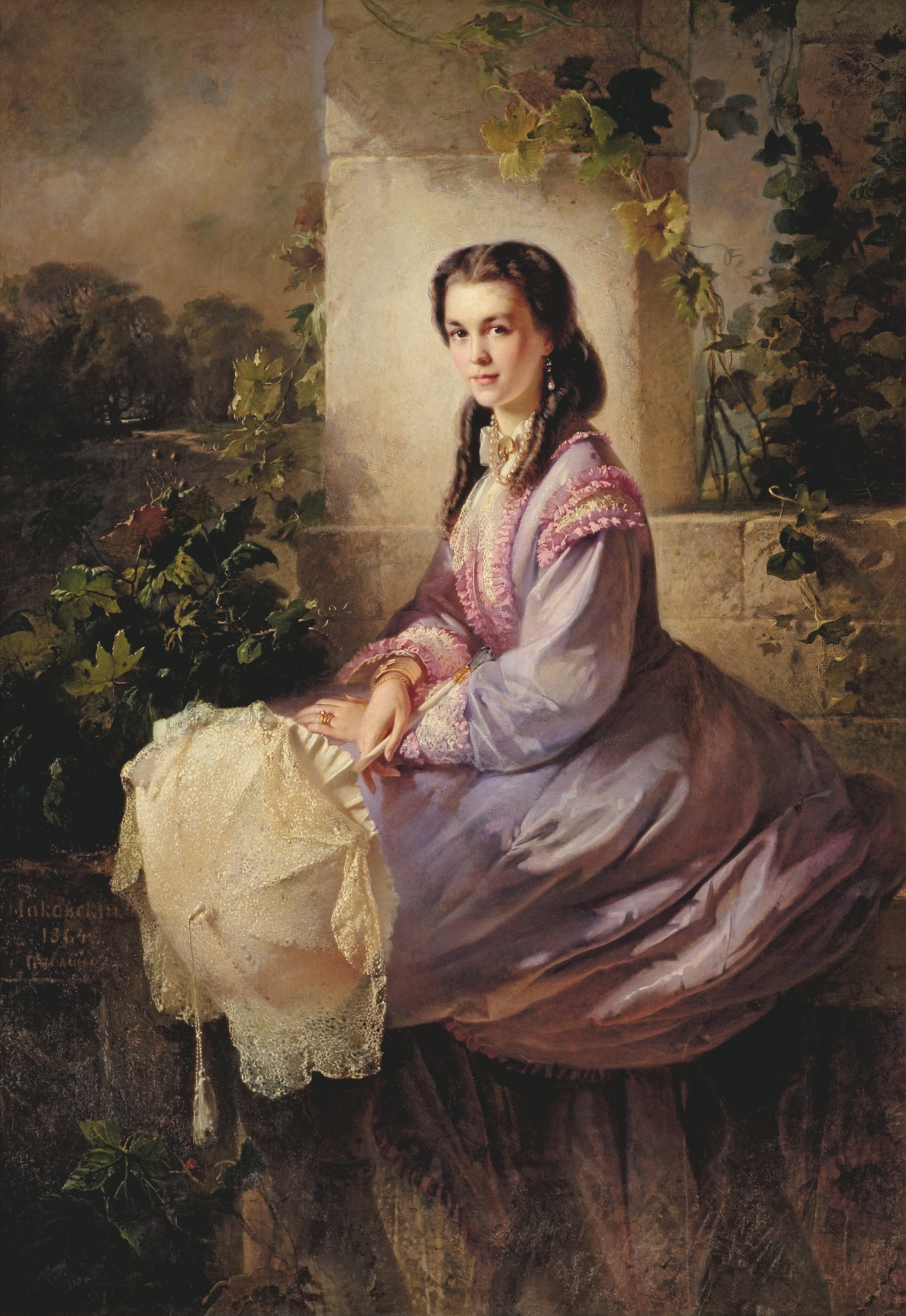
Портрет графині Софії Іларіонівни Строганової, ур. Васильчикової
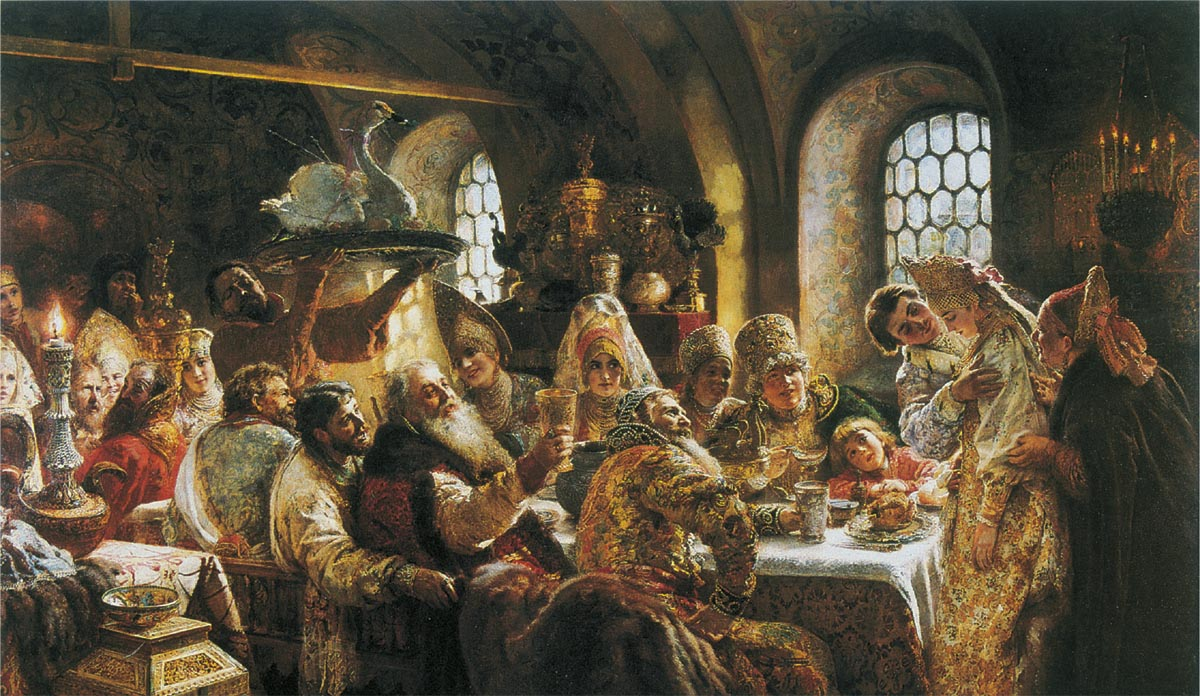
Боярський весільний бенкет. 1883.
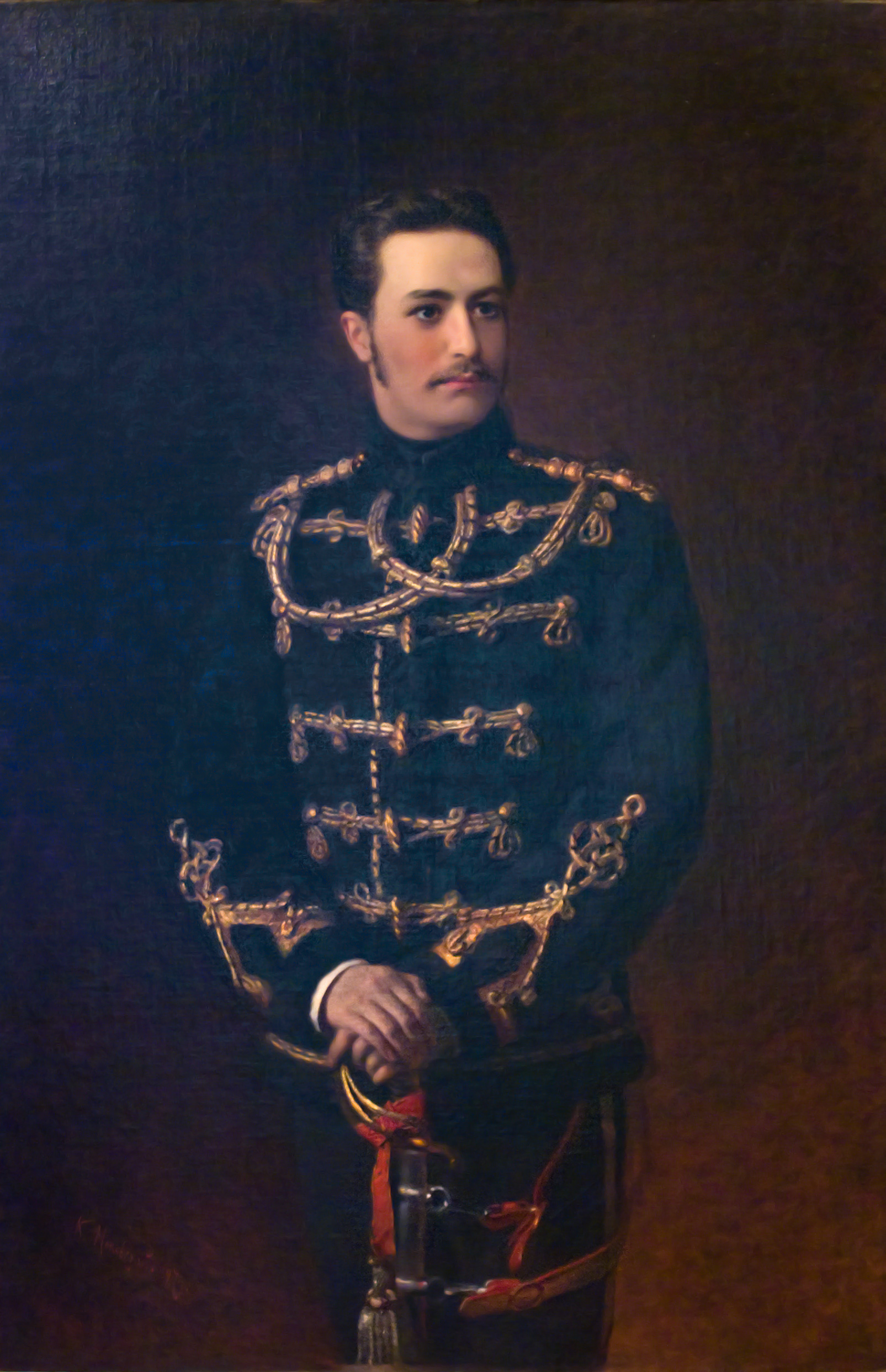
Портрет поручика Лейб-Гвардійського Гусарського полку, графа Г. А. Бобринського. 1879. (Музей Гвардії, Санкт-Петербург)